# Dante Parini
Dante Parini (Milán, 21 de noviembre de 1890 - ibídem, 11 de abril de 1969) fue un escultor y pintor italiano.

## Trayectoria
Parini estudió en la Academia de Brera, junto con Giannino Castiglioni, bajo la dirección de maestros como Enrico Butti.
Fue sobre todo escultor de monumentos a los soldados caídos de las guerras mundiales y monumentos funerarios, siguiendo el ejemplo de su maestro Butti, con gran habilidad técnica y estilo personal.
En 1924 Creo la fuente-monumento en la plaza Gran Paradiso de Milán en memoria de los soldados caídos de Niguarda. Suyos son, entre otros, los monumentos a los caídos de Tarquinia, obra animada por una profunda sensación de sufrimiento y de humanidad, y el monumento a los soldados caídos en la guerra de Induno Olona. La escultura se remonta a la Segunda Guerra Mundial y fue promovida por un comité de Asociación Nacional de combatientes y veteranos y Asociación Nacional Alpine, que querían restaurar el antiguo diseño de un anterior monumento, con una nueva estatua de bronce que representa esta vez un simple soldado.
Algunas de sus obras se encuentran en el cementerio monumental de Milán, entre ellas la tumba Pini Defendini, la tumba Biotti Natoli, la tumba Carnevali y la tumba Ravetti en el templo de Parabiago, y la tumba de Moruzzo en el cementerio de Sarzana. Otras esculturas y pinturas, forman parte de importantes colecciones privadas.
Durante su larga vida ha participado en varias exposiciones internacionales. En 1924 le fue concedido el título de Miembro Honorario de l'Academia de Brera.
Fue el primer alcalde de la localidad deBrusimpiano, al final de la Segunda Guerra Mundial.

## Obras
- Fontana-monumento ai Caduti(Fuente-monumento a los caídos) en memoria de los caídos de Niguarda (1924), Piazza Gran Paradiso, Milán.
- Monumento sepulcral - monumento de la familia Biotti Natoli, (1925), fusionada opera a Fonderia Artistica Battaglia, Cementerio monumental de Milán.
- Monumento en memoria de los caídos de Tarquinia.
- Monumento ai caduti, en memoria de los caídos de Induno Olona.
- Monumento ai caduti, en memoria de los caídos de Brusimpiano, escultura de cobre en base de piedra.
- Retrato de Bianca Maria Visconti, busto de mármol, Colecciones de arte del Ospedale Maggiore Mailand Milán, 1941, 53 cm x 37 cm x 73 cm, conservador Luciano Caramel.[6]
- Monumento sepulcral - Familia monumento Pini-Defendini, gelatina de plata / bromuro de papel, Cementerio monumental de Milán, 1925-1940, 18 × 24.

## Premios y condecoraciones
- Héroe de guerra, Medalla al Valor Militar (Medaglia al Valor militare), por el mérito de actos heroicos en combate.
- La Academia de Brera le otorgó el título de miembro honorario.
- La ciudad de Brusimpiano, le ha dedicado una calle del centro de la ciudad: Via Dante Parini.
- La ciudad de Varese se refiere a la titulación de un estudiante de secundaria.